# Terraferma
Terraferma é um filme de drama italiano de 2011 dirigido por Emanuele Crialese, que coescreveu o roteiro com Vittorio Moroni.
Foi selecionado como represente da Itália à edição do Oscar 2012.

## Elenco
- Filippo Pucillo - Filippo
- Donatella Finocchiaro - Giulietta
- Mimmo Cuticchio - Ernesto
- Giuseppe Fiorello - Nino
- Timnit T. - Sara
- Claudio Santamaria - Santamaria
- Tiziana Lodato -  Maria